# Fica Comigo (programa de televisão)
Fica Comigo foi um programa de televisão exibido pela MTV Brasil entre 2 de Outubro de 2000 e 15 de Dezembro de 2003.
Apresentado por Fernanda Lima, no qual jovens participam tentando encontrar um novo par amoroso.